# بيكو (لاعب كرة قدم)
بيكو (بالإسبانية: Juan Jesús Piñero Bolarín)‏ هو لاعب كرة قدم إسباني في مركز الهجوم، ولد في 13 يوليو 1988 في مولة في إسبانيا. لعب مع ريال مورسيا ونادي أوريويلا ونادي جامعة مرسية.

## وصلات خارجية
- بيكو (لاعب كرة قدم) على موقع قاعدة بيانات كرة القدم.إي يو (الإنجليزية)
- بيكو (لاعب كرة قدم) على موقع Soccerway.com (الإنجليزية)